# Logania linifolia
Logania linifolia är en tvåhjärtbladig växtart som beskrevs av Diederich Franz Leonhard von Schlechtendal. Logania linifolia ingår i släktet Logania och familjen Loganiaceae. Inga underarter finns listade i Catalogue of Life.